# TVN Deportes
TVN Deportes es el área deportiva de Televisión Nacional de Chile (TVN), dependiente del departamento de prensa de dicho canal en Chile. TVN Deportes tiene un convenio con el Team Chile (Comité Olímpico de Chile).
El lema de TVN Deportes es "Pasión por el deporte, Pasión por Chile".

## Historia
En 2011, TVN transmitió la Copa América Argentina 2011 teniendo los derechos junto con Canal 13, pero cada canal tuvo su respectivo equipo por separado, ocurriendo lo mismo para el mundial de Brasil 2014
En 2019, transmitió la Copa América de Brasil en conjunto con Canal 13, usando los equipos de ambos canales.
En 2021, emitió tanto los Juegos Olímpicos de Tokio 2020 como los Paralímpicos, siendo la primera vez que se emitía el certamen paralímpico en la televisión chilena.

## Eventos transmitidos actualmente

### Multideportivos
- Juegos Panamericanos de Santiago 2023.
- Juegos Suramericanos de 2022.

### Tenis
- Chile en la Copa Davis (2023).
- Exhibición (2023) Marcelo Ríos - Álex Corretja.
- Copa Museo de la Moda (2022) Alejandro Tabilo - Rafael Nadal.

### Fútbol
- Despedida (2023) Esteban Paredes, Colo Colo vs Club Atlético Colón.
- Despedida (2023) Matías Fernández
- Primera División de Chile (2022, 1 partido en fin de semana).
- Primera División de Fútbol Femenino de Chile (2022, Final).

### Voleibol
- Campeonato Sudamericano de Vóley Playa de 2023
- Chile en el Torneo clasificatorio de voleibol masculino para los Juegos Panamericanos de Santiago 2023.

### Artes marciales mixtas
- Combate TVN (2023).

### Red Bull
- Valparaíso Cerro Abajo (2023).
- Red Bull Cliff Diving World Series (2022).

### Triatlón
- Ironman 70.3 de Pucón (2023).
- Copa Mundial de Triatlón Viña del Mar (2022).

### Automovilismo
- Copec Rally Mobil (2022).

### Gimnasia
- Campeonato Mundial de Gimnasia Artística de 2022.
- Campeonato Mundial de Gimnasia Rítmica de 2022.
- Campeonato Mundial de Gimnasia en Trampolín de 2022.

### Premiación
- Gala Olímpica 2022, Comité Olímpico de Chile (COCh).